# Бюхлер, Рудольф
Рудольф Бюхлер (нем. Rudolf Büchler; 14 октября 1915, Бреслау, Германская империя — 9 декабря 1944, Баренцево море) — немецкий офицер-подводник, капитан-лейтенант кригсмарине.

## Биография
В апреле 1936 года вступил в ВМФ Германии. С сентября 1941 по март 1942 года прошёл курс подводника. С марта 1942 года — 1-й вахтенный офицер на подводной лодке U-161. В октябре-ноябре прошёл курсы по подготовке командира лодки.
С 24 ноября 1942 года готовился стать командиром подводной лодки. С 24 ноября 1942 года — командир U-387, на борту которой совершил 10 походов (всего 253 дня в море).
В конце ноября 1944 года подлодка U-387 вышла в свой последний поход из Нарвика. После захода в Харстад U-387 безуспешно действовала в группе «Штир» против конвоя JW-62. 1 декабря была включена в группу «Грубе» и до 5 декабря занимала позицию в районе Йоканьги, когда вместе с U-997 вошла в группу «Шток».
Вечером 8 декабря 1944 года командующий подводными силами в Арктике приказал всем ПЛ в районе полуострова Рыбачий держаться ближе к берегу. Последнее сообщение с U-387 было отправлено в 00:31 (02:31 по Москве) 9 декабря из квадрата АС8827, то есть как раз ближе к Рыбачьему, чуть западнее позиции «Шток-4».
Потоплена 9 декабря 1944 года в Баренцевом море близ Мурманска, в районе с координатами 69°41′ с. ш. 33°12′ з. д., глубинными бомбами с британского корвета HMS Bamborough Castle.
Все 51 член экипажа погибли.

## Звания
- Кандидат в офицеры (3 апреля 1936)
- Морской кадет (10 сентября 1936 года)
- Фенрих-цур-зее (1 мая 1937)
- Оберфенрих-цур-зее (1 июля 1938)
- Лейтенант-цур-зее (1 октября 1938)
- Оберлейтенант-цур-зее (1 октября 1940)
- Капитан-лейтенант (1 июля 1943)